# Корсакова, Вера Васильевна
Вера Васильевна Корсакова (17 октября 1920, д. Липовка — 18 ноября 2022, Новосибирск) — советский хозяйственный, государственный и политический деятель, Герой Социалистического Труда.

## Биография
Родилась в 1920 году в деревне Липовка Смоленской губернии.
С 1931 года — на хозяйственной, общественной и политической работе. В 1931—1982 гг. — штукатур на строительстве обувной фабрики, раскройщица, мастер производственного обучения, инженер-технолог раскройного цеха, раскройщица Новосибирского кожевенно-обувного комбината Министерства лёгкой промышленности РСФСР. Член КПСС.
Избиралась депутатом Верховного Совета РСФСР 5-го созыва.
Скончалась 18 ноября 2022 года. Похоронена на Заельцовском кладбище Новосибирска (квартал 107).

## Награды
- Указом Президиума Верховного Совета СССР от 9 июня 1966 года присвоено звание Героя Социалистического Труда с вручением ордена Ленина и золотой медали «Серп и Молот»
- Памятный знак «За труд на благо города» (Новосибирск, 2013)[2]